# Медаль «За італо-німецьку кампанію в Африці»
Медаль «За італо-німецьку кампанію в Африці» (італ. Medaglia commemorativa della campagna italo-tedesca in Africa) — італійська нагорода для нагородження німецьких військовослужбовців Африканського корпусу. В Німеччині нагорода також відома як медаль «За німецько-італійську кампанію» (нім. Deutsch-Italienische Feldzugsmedaille).

## Опис

Майор люфтваффе Рудольф Вітціг з планкою медалі «За італо німецьку кампанію в Африці» (крайня праворуч).

Медаль була створена за ескізом італійського художника Ді Марчіса, Спочатку медаль штампували з бронзи, потім для виготовлення використовувалися дешевші метали з наступним бронзуванням. Діаметр нагороди — 30 мм, рідше 31 мм. Вага бронзових медалей — 12,5—13,6 г, пізні варіанти важили понад 15 г.
На увігнутому аверсі медальйона зображені два гладіатори (німецький та італійський солдати), які борються з крокодилом (Англією). Основу композиції реверсу займає Arco dei Fileni, по різні боки якої розташовані символи фашистської Італії та нацистської Німеччини — фасція і свастика відповідно. За задумом автора, вони наочно демонструють єдність і дружбу двох народів. Біля підніжжя арки зображений королівський аксельбант Савойської династії. На обідку, що обрамляє реверс нагороди, викарбувано напис «Італо-німецька кампанія в Африці» німецькою (нім. ITALIENISCH DEUTSCHER FELDZUG IN AFRIKA) та італійською (італ. CAMPAGNA ITALO-TEDESCA IN AFRICA) мовами. Зверху і знизу написи розділені двома сплетеними листками.
Медаль носили на грудях, на стрічці шириною 25 мм, виконаній у кольоровій гамі національних прапорів Італії і Німеччини — зелений, білий, червоний та чорний кольори. 29 березня 1944 року вийшов офіційний наказ, який забороняв носіння італійських нагород.
Кількість нагороджених медаллю невідома. Серед нагороджених були й жінки — медсестри Німецького Червоного Хреста.